# إيدواردو غيريرو
إيدواردو غيريرو (بالإسبانية: Eduardo Guerrero) (21 فبراير 2000 ببنما في بنما - ) هو لاعب كرة قدم بنمي في مركز الوسط. لعب مع Club Deportivo Universitario ‏.

## روابط خارجية
- إيدواردو غيريرو على موقع الاتحاد الأوربي (الإنجليزية)
- إيدواردو غيريرو على موقع إي إس بي إن إف سي (الإنجليزية)
- إيدواردو غيريرو على موقع قاعدة بيانات كرة القدم.إي يو (الإنجليزية)
- إيدواردو غيريرو على موقع ناشيونال فوتبول تيمز (الإنجليزية)
- إيدواردو غيريرو على موقع Soccerbase.com (لاعب) (الإنجليزية)
- إيدواردو غيريرو على موقع Soccerway.com (الإنجليزية)
- إيدواردو غيريرو على موقع عالم كرة القدم.نت (الإنجليزية)
- إيدواردو غيريرو على موقع GSA (الإنجليزية)